# Supercopa de la CAF 2006
La Supercopa de la CAF 2006  fue la 14.ª edición de la Supercopa de la CAF, que enfrentó al Al-Ahly de Egipto, campeón de la Liga de Campeones de la CAF 2005, y el FAR Rabat de Marruecos, campeón de la Copa Confederación de la CAF 2005.
El encuentro se disputó en el Estadio Internacional de El Cairo, en Egipto.

## Equipos participantes
En negrita ediciones donde el equipo salió ganador.
| Equipo    | Vía de clasificación                            | Participaciones previas |
| --------- | ----------------------------------------------- | ----------------------- |
| Al-Ahly   | Campeón de la Liga de Campeones de la CAF 2005  | 2 (1994, 2002)          |
| FAR Rabat | Campeón de la Copa Confederación de la CAF 2005 | Debutante               |

## Ficha del partido
| 24 de febrero | Al-Ahly | 0:0 (4:2 p.) | FAR Rabat | Estadio Internacional, El Cairo |  |
|               |         |              |           | Árbitro(s): Koman Coulibaly     |  |

|                            |
| Bandera de Egipto          |
| Campeón Al-Ahly 2.º título |